# Żukowo (powiat gryficki)
Żukowo (niem. Suckowshof) – wieś sołecka w Polsce położona w województwie zachodniopomorskim, w powiecie gryfickim, w gminie Brojce.
Według danych z 2 września 2013 r. wieś miała 189 mieszkańców.

## Położenie
Wieś położona jest ok. 6 km na północny zachód od Brojc i ok. 9 km na południe od Trzebiatowa. Osada jest położona między Wieską Górą, a doliną rzeki Mołstowy od południa.

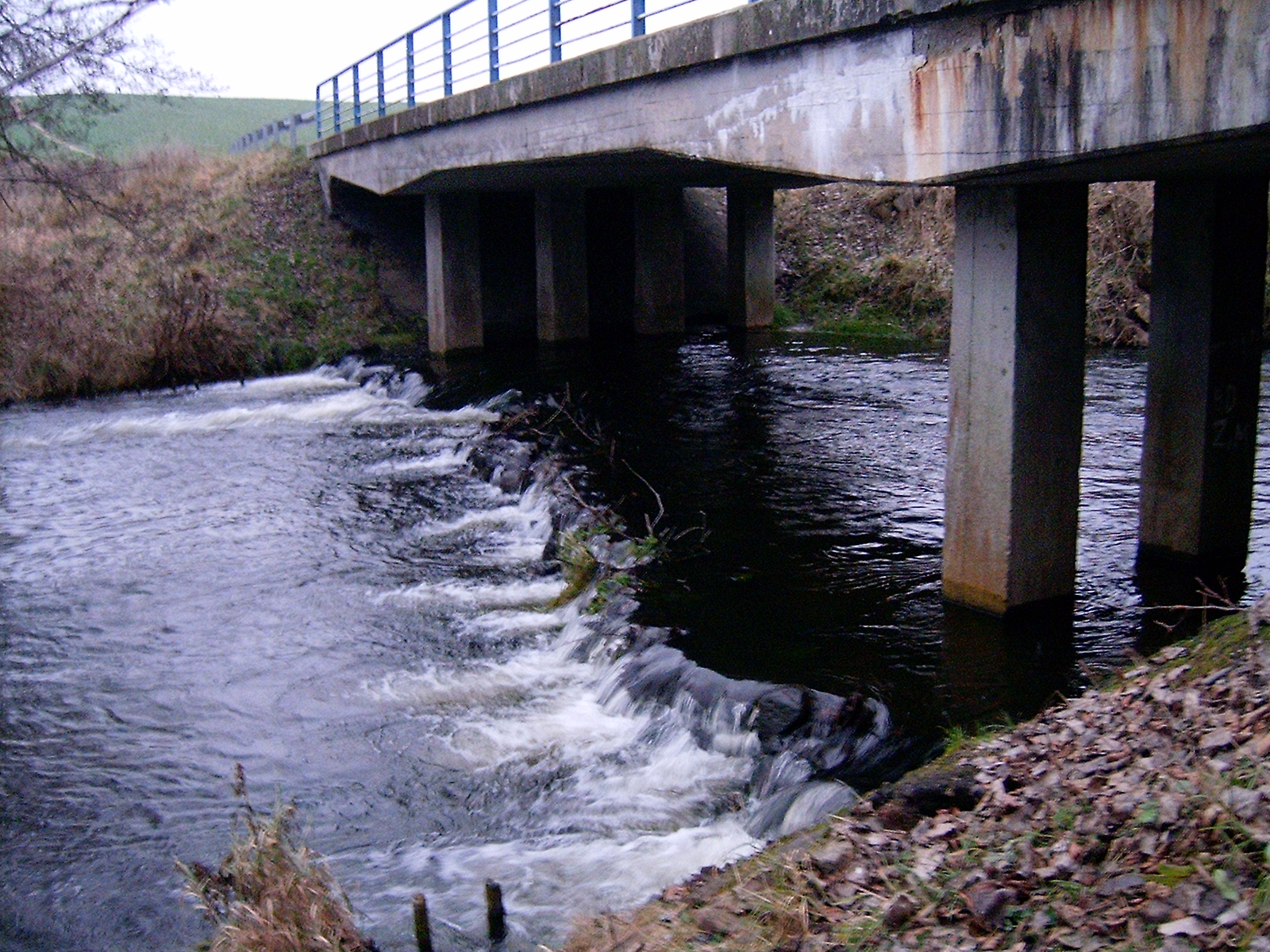
Mołstowa przepływająca między Żukowem a Bielikowem

## Historia
Pierwsze wzmianki o Sucowe pochodzą z 1224 r., gdy księżna pomorska Anastazja, powołując do życia klasztor norbertanek w Białobokach koło Trzebiatowa przekazała im we władanie m.in. dzisiejsze Żukowo, co zostało potwierdzone w 1269 r. Klasztor w Białobokach władał Żukowem aż do okresu reformacji i likwidacji klasztoru. W 1 poł. XIX w. w Żukowie miasto Trzebiatów założyło folwark, który na początku XX w. został przejęty przez państwo - następnie używało go wojsko, które prowadziło hodowlę koni. W 1910 r. wieś liczyła 208 mieszkańców. Żukowo, należące do powiatu gryfickiego, wchodziło w skład  parafii ewangelickiej w Bielikowie oraz w skład okręgu (Amt) Mołstowo. Od 1945 r. w granicach Polski. W latach 1946–1998 miejscowość administracyjnie należała do województwa szczecińskiego.

## Transport
Przez Żukowo przebiegają linie autobusowe do Gryfic, Trzebiatowa i Brojc.
Ok. 2,5 km na północ od Żukowa znajduje się przystanek kolejowy w Gąbinie.